# Рубинштейн, Ронен
Ронен Рубинштейн (англ. Ronen Rubinstein; ивр. רונן רובינשטיין‎; род. 7 ноября 1993, Реховот, Израиль) — американский актёр, защитник окружающей среды и гражданский активист.

## Ранняя жизнь
Ронен Рубинштейн родился 7 ноября 1993 года в Реховоте, Израиль, в семье русско-еврейских репатриантов из Казахской ССР. В пять лет он переехал вместе с родителями и старшей сестрой в Нью-Йорк. Впоследствии в интервью Рубинштейн упоминал, что в детстве был аутсайдером, поскольку английский не был для него родным языком и ему было трудно адаптироваться к американской культуре.
В возрасте 18 лет он пережил ураган Сэнди, который разрушил дом его семьи и вынудил будущего актёра жить у друзей и получать помощь от Красного Креста, что в будущем побудило его заниматься эко-активизмом.
Со второго года обучения в местной старшей школе Ронен увлёкся театром. До этого его основным увлечением был баскетбол. По окончании школы он поступил в Нью-Йоркскую Киноакадемию (англ. New York Film Academy).

## Карьера актёра
Ронен Рубинштейн дебютировал на большом экране в 17 лет, сыграв подростка-бунтаря по прозвищу «Гэнгста» в фильме Тони Кэя «Учитель на замену», вышедшем в 2011 году, в котором снимались Эдриен Броуди, Брайан Кренстон и Кристина Хендрикс. Небольшая, но запоминающаяся роль актёру досталась также в эпизоде популярного сериала «Оранжевый — хит сезона», который вышел в 2015 году. Первая известность приходит к актёру уже в следующем году, когда на телеэкраны начинает выходить молодёжный хоррор-сериал «Разгар лета», в котором он снялся в одной из ведущих ролей.
В 2018 снялся в роли Майка в комедийной драме «Чувак» вместе с Люси Хейл
В 2020 журнал «Los Angeles» включил Рубинштейна в список «New Hollywood A-List» — десятку самых выдающихся молодых талантов Голливуда. В том же году он начал сниматься в сериале «9-1-1: Одинокая звезда» в роли гомосексуального пожарного Ти-Кея Стрэнда, сына главного героя.

## Активизм
Актёр являлся послом организаций The Ocean Cleanup и Project Zero, цель которых — сохранение и очистка океана от мусора. В 2020 в своём Twitter'е высказывался в поддержку движения Black Lives Matter.

## Личная жизнь
Родной язык — иврит, также владеет русским.
Ронен Рубинштейн относит себя к ЛГБТ-сообществу. В апреле 2021 года сообщил о своей бисексуальности, а также о том, что состоит в отношениях с актрисой Джессикой Паркер Кеннеди, c которой поженились 14 августа 2022.
В 2020 году ушёл от пескетарианства и стал веганом.

## Фильмография
| Год       |   | Русское название             | Оригинальное название   | Роль                           |
| --------- | - | ---------------------------- | ----------------------- | ------------------------------ |
| 2011      | ф | Учитель на замену            | Detachment              | «Гэнгста»                      |
| 2013      | ф | Похоже на любовь             | It Felt Like Love       | Сэмми                          |
| 2014      | ф | Джейми Маркс мёртв           | Jamie Marks Is Dead     | Ронни                          |
| 2015      | ф | Что-то наподобие ненависти   | Some Kind of Hate       | Линкольн Таггерт               |
| 2015      | с | Оранжевый — хит сезона       | Orange Is the New Black | Нейтан                         |
| 2016      | с | Разгар лета                  | Dead of Summer          | Алекс Пауэлл (Алексей Фавинов) |
| 2017      | ф | Хитрее всех                  | Smartass                | Ник                            |
| 2018      | ф | Чувак                        | Dude                    | Майк                           |
| 2019      | ф | Бруклинские истории любви    | Brooklyn Love Stories   | Бенни                          |
| 2020      | ф | Клаустрофобы: Квест в Москве | Follow Me               | Алексей Козлов                 |
| 2020—2023 | с | 9-1-1: Одинокая звезда       | 9-1-1: Lone Star        | Тайлер Кеннеди «Ти-Кей» Стрэнд |
| 2021      | с | Американские истории ужасов  | American Horror Stories | Мэтт Уэбб                      |